# Ferraria
Genre
Ferraria est un genre de plantes à fleurs monocotylédones de la famille des Iridaceae, originaire d'Afrique tropicale et australe . Ce sont des plantes herbacées à bulbe atteignant 30–45 cm de haut. Certaines espèces ont une odeur désagréable semblable à celle de la viande pourrie et sont pollinisées par les mouches, tandis que d'autres ont une odeur agréable. Le nom du genre est un hommage au botaniste et artiste botanique jésuite italien Giovanni Baptista Ferrari .

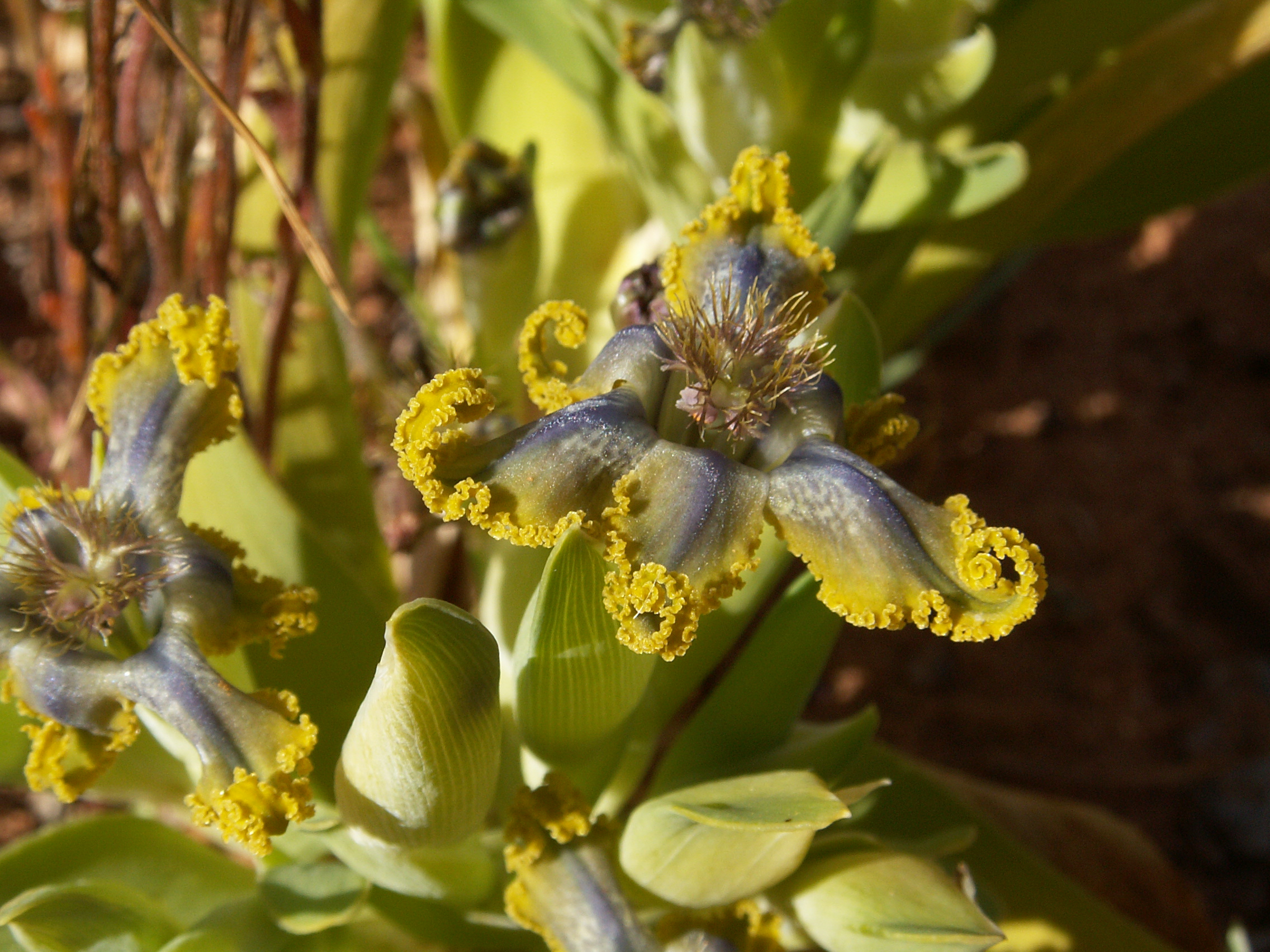
Ferraria uncinata

Ils sont cultivés comme plantes ornementales dans les jardins des régions subtropicales.
Espèce 
- Ferraria brevifolia G.J.Lewis - Province du Cap en Afrique du Sud
- Ferraria candelabrum (Baker) Rendle - Angola, Zambie
- Ferraria crispa Burm. (syn. F. undulata ) - Province du Cap ; naturalisé en Espagne, Australie, Îles Canaries, Madère
- Ferraria densepunctulata M.P.de Vos - Province du Cap
- Ferraria divaricata Sw. - Province du Cap
- Ferraria ferrariola (Jacq.) Willd. - Province du Cap
- Ferraria flava Goldblatt & J.C.Manning - Province du Cap
- Ferraria foliosa G.J.Lewis - Province du Cap
- Ferraria glutinosa (Baker) Rendle - de la province du Cap au nord du Zaïre
- Ferraria macrochlamys (Baker) Goldblatt & JCManning - Province du Cap
- Ferraria ornata Goldblatt & JCMnning - Province du Cap
- Ferraria ovata (Thunb.) Goldblatt & JCMnning - Province du Cap
- Ferraria parva Goldblatt & J.C.Manning - Province du Cap
- Ferraria schaeferi Dinter - Province du Cap, Namibie
- Ferraria spithamea (Baker) Goldblatt & J.C.Manning - Angola
- Ferraria uncinata Sweet - Province du Cap
- Ferraria variabilis Goldblatt & J.C.Manning - Province du Cap, Namibie
- Ferraria welwitschii Baker - Zaïre, Zambie, Zimbabwe, Angola

## Autres ressources
- Biodiversité Afrique du Sud : Ferraria
- Base de données des espèces du PNUE-WCMC : Ferraria
- Réseau d'information sur les ressources génétiques : Ferraria
- Flore de Namibie : Ferraria
- Flore du Zimbabwe : Ferraria
- (en) POWO :  Ferraria   Burm. ex Mill  (consulté le 22 décembre 2022)

- (en) Cet article est partiellement ou en totalité issu de l’article de Wikipédia en anglais intitulé « Ferraria » (voir la liste des auteurs).